# Còlit de Pèrsia
El còlit de Pèrsia (Oenanthe xanthoprymna) és una espècie d'ocell de la família dels muscicàpids (Muscicapidae) que en diverses llengües rep el nom de "còlit kurd" (Anglès: Kurdish Wheatear. Francès: Traquet kurde). Es troba per tota la regió de l'Orient Mitjà i el seu estat de conservació es considera de risc mínim.
En elguna edició en català l'espècie Oenanthe xanthoprymna apareix anomenada com a còlit cua-roig. Tanmateix, el còlit de Pèrsia no se l'ha de confondre amb una altra espècie pròpia de l'Àsia central anomenada oficialment pel Termcat, com a còlit cua-roig: Oenanthe chrysopygia.

## Descripció
- Té una llargària de 14 cm.
- Mascle: Dors gris brunós i parts inferiors blanquinoses. Front, capell i clatell gris pàl·lid, separats de la cara i gola negra per una cella blanca. Ales color carbó amb algunes taques marrons. Flancs i cobertores caudals inferiors color taronja, molt notables en vol. Cua blanca amb una banda terminal fosca, notable en vol.[6]

## Hàbitat i distribució
Habita matolls, vessants oberts i zones semi-desèrtiques del sud-est de Turquia, nord d'Irak, oest de l'Iran, Geòrgia i Azerbaidjan. En hivern es desplaça cap al sud, arribant fins al Sudan, Egipte, Somàlia i la Península Aràbiga.